# Sauris sinuaticornis
Sauris sinuaticornis är en fjärilsart som beskrevs av W. Warren 1896. Sauris sinuaticornis ingår i släktet Sauris och familjen mätare. Inga underarter finns listade.